# Max Müller (militär)
Carl Philip Friedemann Maximilian "Max" Müller, född 22 oktober 1808, död 28 oktober 1884, var en dansk militär.
Müller blev officer 1825, överstelöjtnant 1853, överste 1863, general 1867, och erhöll avsked 1870. Müller utmärkte sig under slesvig-holsteinska kriget i slaget vid Slesvig, slaget vid Dybböl och Slaget på Isted Hede, samt under dansk-tyska kriget under återtåget vid Danevirke, försvaret av Sankelmark 6 februari och vid Vejle 3 mars.